# La California
La California is een plaats (frazione) in de Italiaanse gemeente Bibbona.